# Chiauci
Chiauci es una localidad y comune italiana de la provincia de Isernia, región de Molise, con 277 habitantes.

## Evolución demográfica
| Gráfica de evolución demográfica de Chiauci entre 1861 y 2001 |
|                                                               |
| Fuente ISTAT - elaboración gráfica de Wikipedia               |